# 関本賢太
関本 賢太（せきもと けんた、2002年9月10日 - ）は、日本の柔道家。千葉県出身。身長165cm。階級は60kg級。

## 経歴
御滝中学から習志野高校へ進むが、際立った成績はなかった。2021年に明治大学へ進学すると、3年の時には学生体重別と体重別団体で2位になった。4年の時には学生体重別で3位、体重別団体で2位となった。講道館杯ては決勝で日本エースサポートの福田大悟に敗れて2位だった。グランドスラム・東京では準決勝で国士舘大学4年の中村大樹に敗れるも3位になった。グランドスラム・パリでは決勝まで進むも、地元フランスのロマン・ヴァラディエール＝ピカールに合技で敗れて2位だった。2025年4月からはJESエレベーターの所属となった。体重別では初戦で敗れた。
IJF世界ランキングは500ポイント獲得で80位(25/4/17現在)。

## 戦績
- 2023年 - 学生体重別 2位
- 2023年 - 体重別団体 2位
- 2024年 - 学生体重別 2位
- 2024年 - 体重別団体 2位
- 2024年 - 講道館杯 2位
- 2024年 - グランドスラム・東京 3位
- 2025年 - グランドスラム・パリ 2位

(出典JudoInside.com)